# Dominique Massad
Dominique Massad, né en 1955 à Marseille, est un rosiériste français contemporain, arrière-petit-fils du fameux obtenteur lyonnais, Pierre Guillot, et l'un des obtenteurs français les plus connus aujourd'hui.

## Activité
Dominique Massad fait partie de la sixième génération de la célèbre famille de sélectionneurs de roses Guillot. Il est l'arrière-petit-fils de Pierre Guillot. Il est ingénieur-agronome et diplômé de l'école nationale supérieure d'horticulture de Versailles.
Avec ses cousins, il se lance dans la collection de roses anciennes et de roses créées par leurs aïeux communs. Il sélectionne ses premières roses à l'âge de 25 ans, la première étant ʽTopaze’ (1980), rose polyantha de couleur rose pâle issue du croisement ʽAlbertine’ (Barbier, 1921) × ʽMadame Laurette Messimy’ (Guillot fils, 1887), petite de format et exhalant un parfum de pomme.
Dominique Massad se spécialise surtout dans les roses de moyen format à l'apparence de roses anciennes. Il collabore aux pépinières Pétales de Roses et Roseraie Guillot. Ses obtentions sont greffées sur Rosa laxa (pour Roseraie Guillot) et Rosa multiflora (pour Pétales de Roses). Son atelier-jardin se trouve à Allauch, près de Marseille. Il fait aussi des recherches sur des roses simples avec une macule à la base de chaque pétale (roses simples avec un œil central) et sur des roses à pétales dentelés, comme ‘L'Essile’ (2016, orange aux pétales dentelés). Il est le créateur de près de 190 variétés.
Parmi ses obtentions fameuses, l'on peut distinguer : ʽBelle d'Anjou’ (2018, de couleur abricot), ʽBicentenaire de Guillot’ (2003, rouge), ʽJocelyne Salavert’ (2006, jaune orangé cuivré), ʽMarseille en Fleurs' (2009, tricolore cuivré, crème et rouge), ʽParc de Maupassant’ (2007, blanche), ʽPaul Bocuse’ (1992, de couleur orange pâle), ʽSonia Rykiel’ (1991, rose), ʽSouvenir de Robert Schuman’ (1998, jaune pâle).

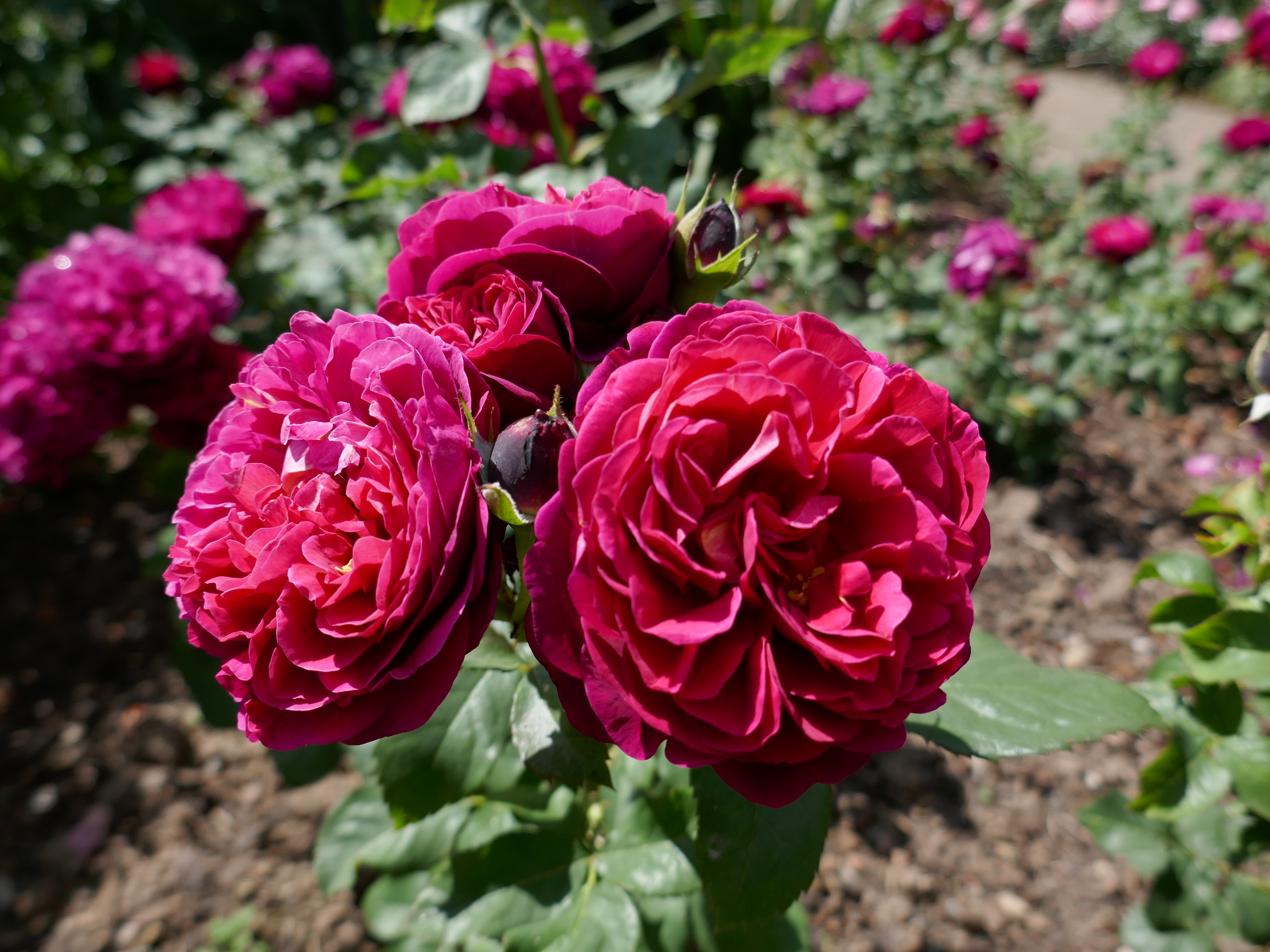
ʽBicentenaire de Guillot’ (2003), à la roseraie des Deux-Ponts en Allemagne.
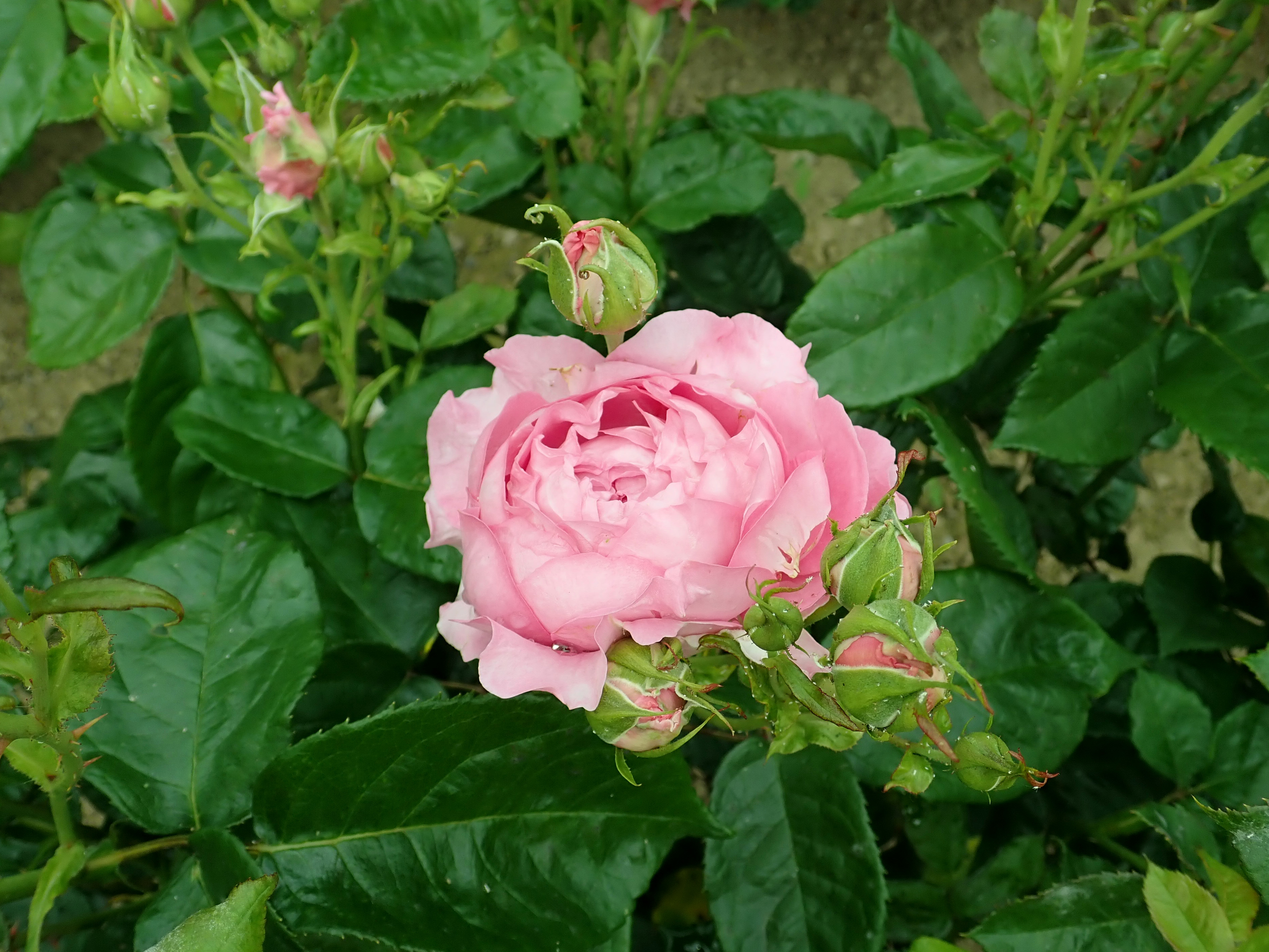
ʽChantal Mérieux' (1990) à l'Europa-Rosarium de Sangerhausen (Allemagne).
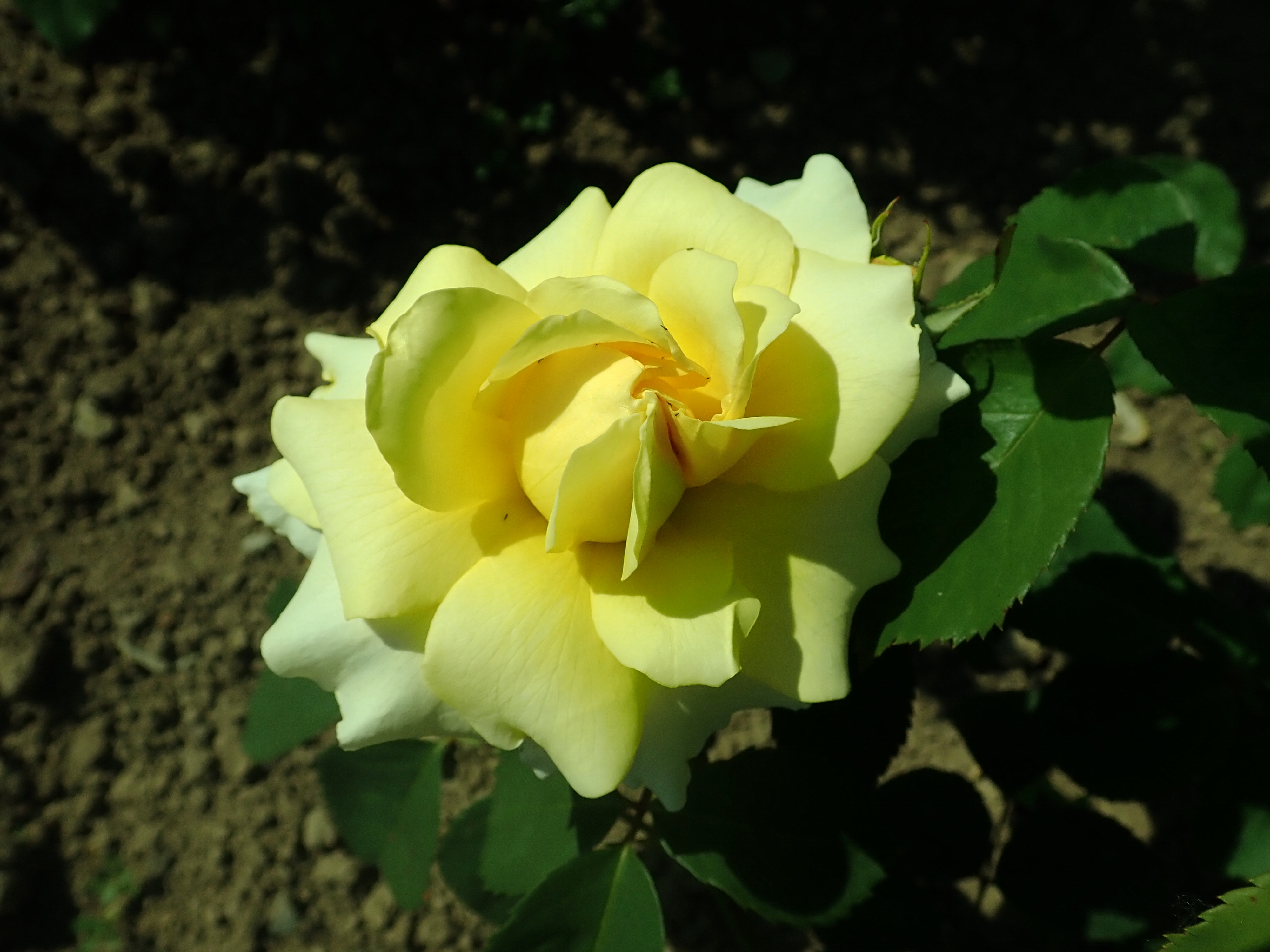
ʽClaudia Cardinale' (1997) à l'Europa-Rosarium de Sangerhausen (Allemagne).
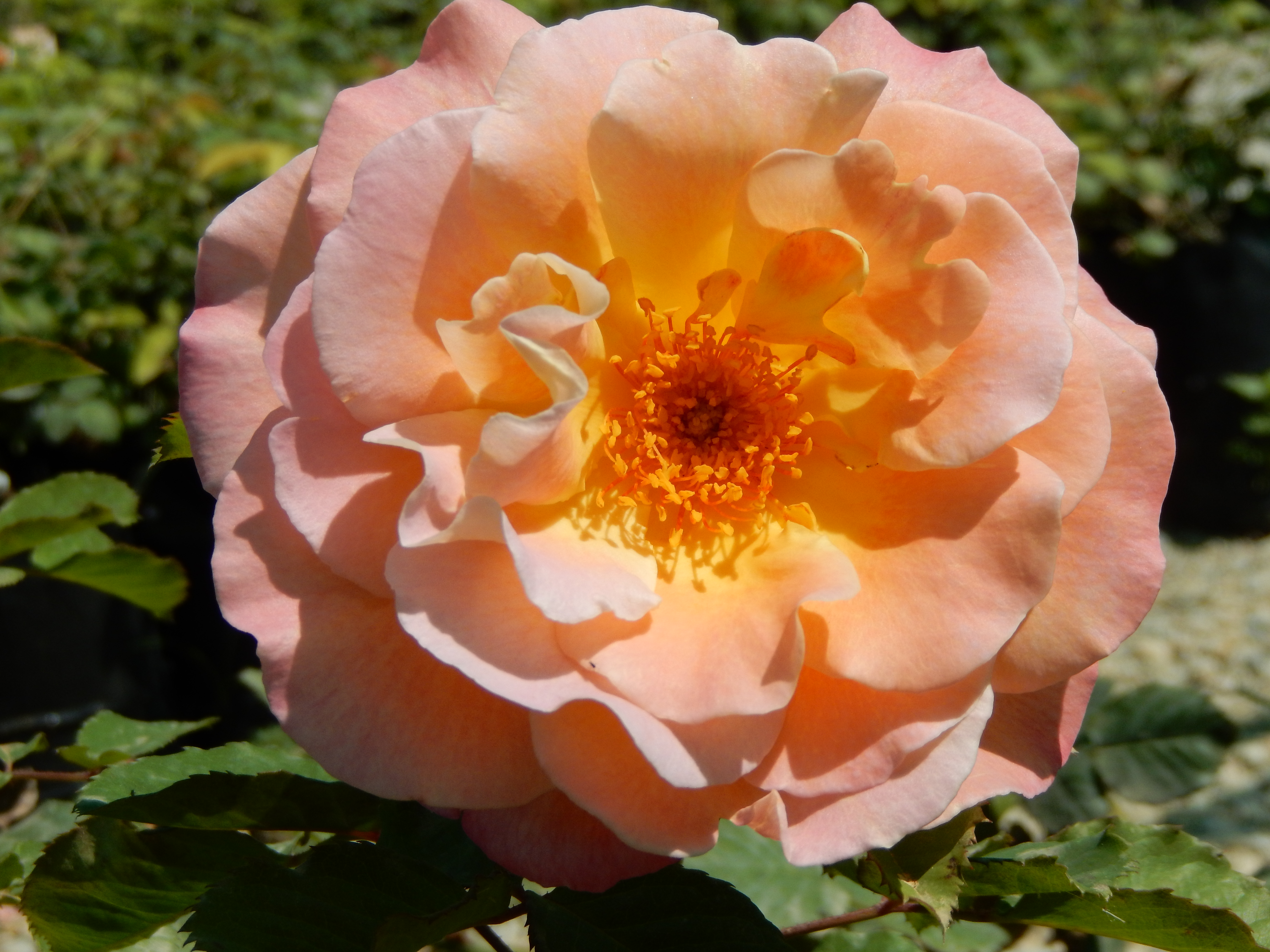
ʽFiona Gélin’ (2006), à Sidi Amor en Tunisie.
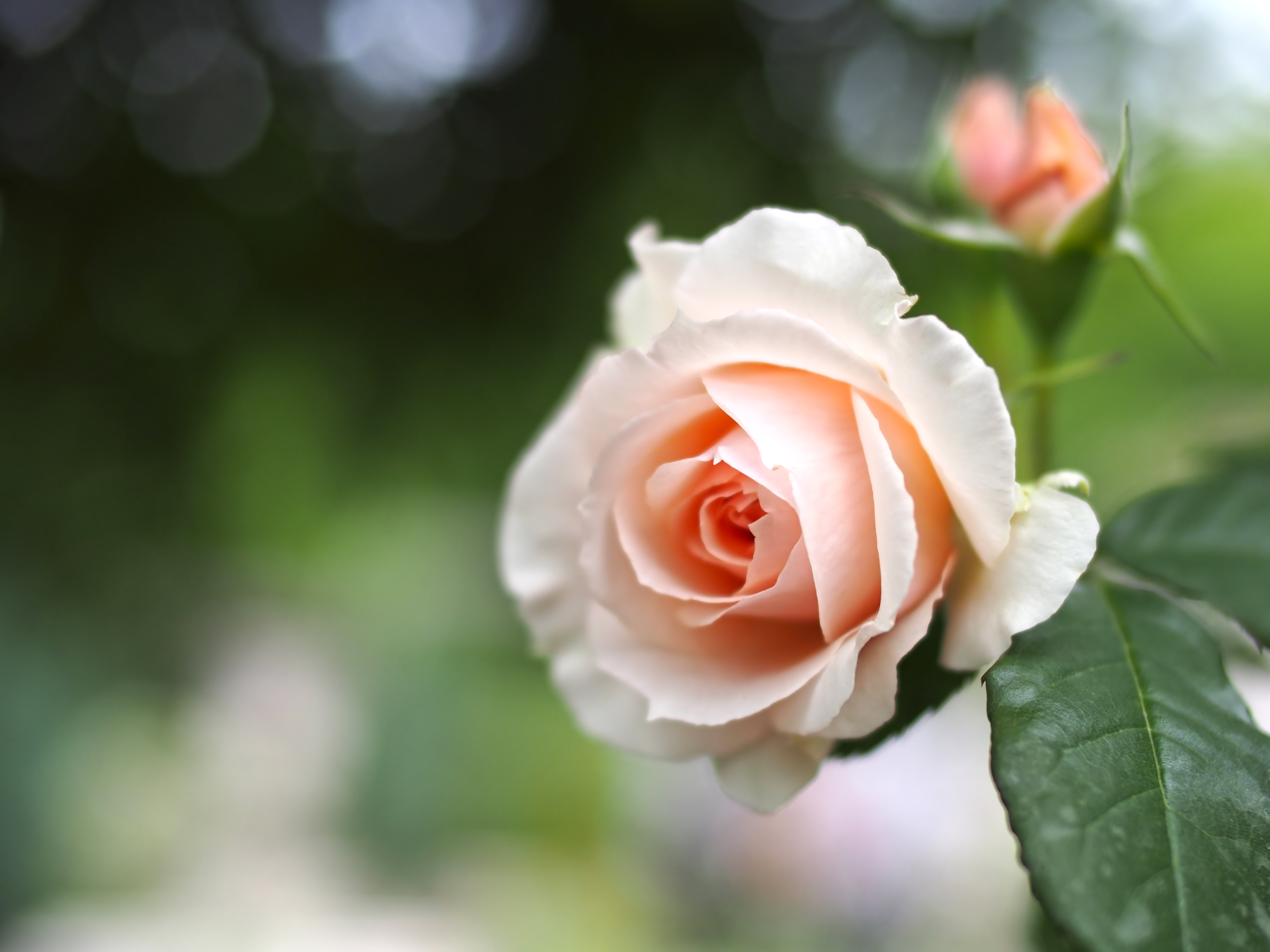
ʽKizuna’ (2012), au Japon.
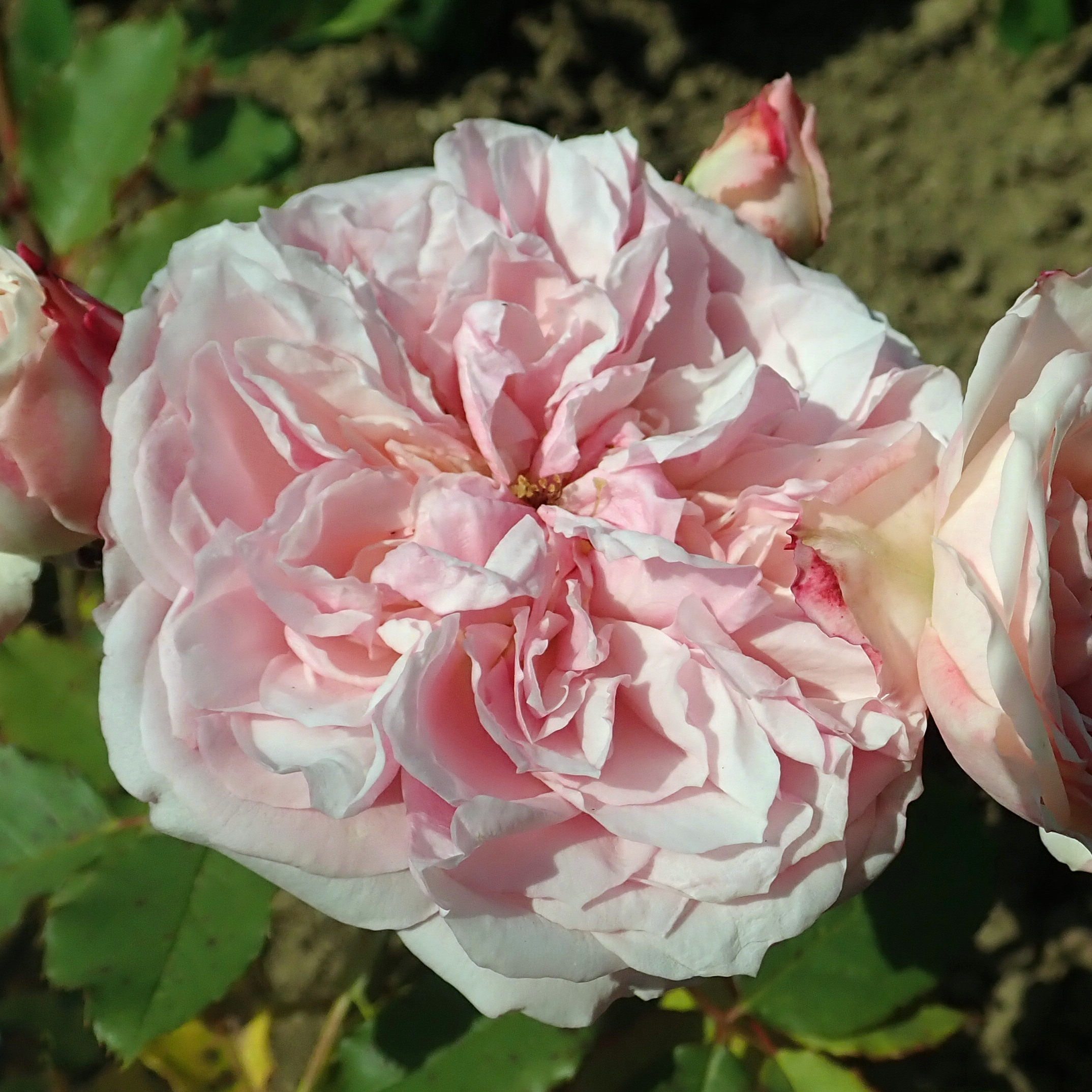
ʽMarquise Spinola’ (1996) à l'Europa-Rosarium de Sangerhausen (Allemagne).
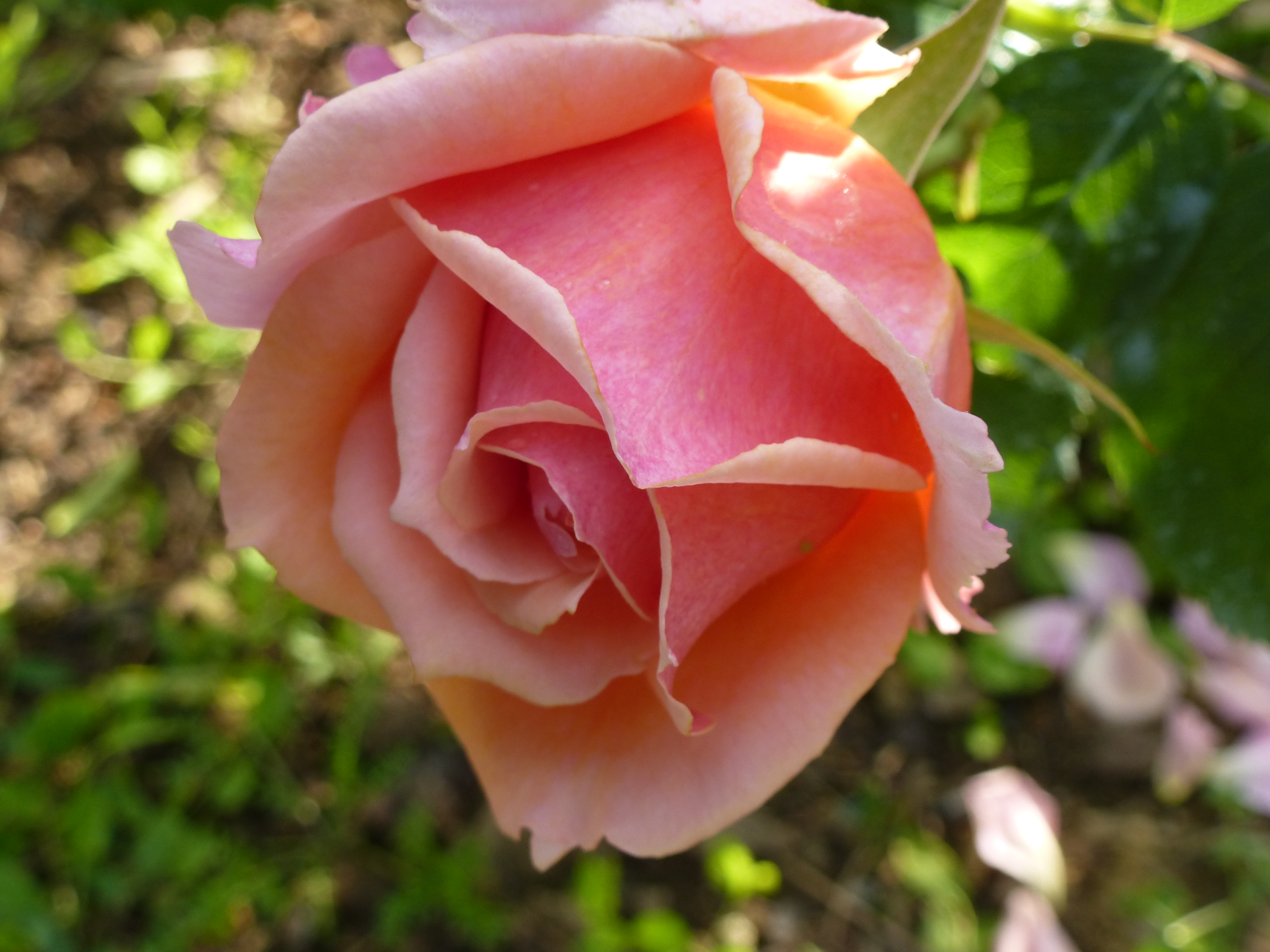
ʽPaul Bocuse’ (1992), au jardin des Plantes de Paris.